# Konrad Bihl
Konrad Bihl (* 4. März 1898 in Stuttgart; † 1971) war ein deutscher Mediziner und ärztlicher Standespolitiker.

## Werdegang
Konrad Bihl wurde 1922 an der Universität Tübingen promoviert. Ab 1916 war er Mitglied der katholischen Studentenverbindung AV Guestfalia Tübingen. Er war nach 1945 Mitbegründer und Vorsitzender der Kassenärztlichen Vereinigung im französisch besetzten Teil Württembergs (Südwürttemberg-Hohenzollern). 1951 wurde er zum zweiten Vorsitzenden der Arbeitsgemeinschaft der Landesstellen der Kassenärztlichen Vereinigungen (später Kassenärztliche Bundesvereinigung) gewählt, eine Funktion, die er bis 1966 innehatte.
1966 wurde er mit der Paracelsus-Medaille der deutschen Ärzteschaft ausgezeichnet.